# Прунк, Янко
Янко Прунк (словен. Janko Prunk) — словенский историк, специализирующийся на истории новейшего времени.

## Публикации
Янко Прунк написал более 350 специализированных статей и несколько книг. Его книга A brief history of Slovenia: Historical background of the Republic of Slovenia  является одной из основных всеобъемлющих работ по современной словенской истории . Докторськая диссертацию на тему взаимоотношений между словенским христианско-социалистическим движением и Коммунистической партией Словении в рамках Освободительного фронта словенского народа.

## Внешние ссылки
- Персональный сайт  (англ.)